# Elsa Houben
Pour les articles homonymes, voir Houben.
Elsa Houben est une actrice belge, née le 29 avril 2003 à Huy, près de Liège en Belgique.
Elle joue un petit rôle dans la série Léo Mattéï, Brigade des mineurs en 2014 puis apparaît pour la première fois au cinéma dans le film Gaspard va au mariage, en 2017. Elle est notamment connue grâce à son rôle de Victoire Brimont depuis 2019 dans la série télévisée Clem.

## Biographie

### Enfance et formation
Elsa Houben naît le 29 avril 2003 dans la ville de Huy, près de Liège en Belgique. Passionnée de cinéma, elle commence sa carrière d'actrice à l'âge de cinq ans et apparaît dans deux épisodes de la série À tort ou à raison en 2009, où elle incarne le rôle de Charlotte. Élève, elle fréquente l'Athénée Royal dans sa ville natale de Huy. En 2019, elle décide de suivre une scolarité à distance afin de pouvoir se consacrer à sa passion tout en poursuivant ses études. En parallèle, elle pratique également la danse, notamment classique et hip-hop.

### Carrière
En 2011, Elsa Houben fait ses premiers pas la télévision dans la série télévisée About a Spoon. La même année, elle décroche l'un des rôles principaux de la série Emmène-moi d'Erwan Morelle. En 2017, Elsa Houben apparaît pour la première fois au cinéma dans le film Gaspard va au mariage d'Antony Cordier, aux côtés de Félix Moati et Marina Foïs. Au cours de cette même année, elle joue dans le court métrage Drôle d'oiseau d'Anouk Fortunier, dans lequel elle joue Zoé, le rôle principal. Pour son interprétation, elle décroche la mention spéciale du jury public du festival Les Enfants Terribles.
En 2019, elle se fait connaître du grand public en incarnant Victoire Brimont, l'un des personnages principaux de Clem. Elle campe le rôle de Victoire durant les saisons 9 à 12 de la série. Cette même année, elle obtient également l'un des premiers rôles dans la comédie T'as pécho ? d'Adeline Picault, dans laquelle elle incarne Jen, une jeune lycéenne.
En 2022, elle apparaît dans le film Le cœur noir des forêts, premier film du réalisateur belge Serge Mirzabekiantz. Elle incarne Camille, rôle principal, une jeune adolescente qui s'enfuit d'un foyer avec un garçon de son âge pour faire un enfant et vivre dans la forêt,. Sa performance est saluée par une partie de la presse belge et lui permet d'être nommée pour le prix du meilleur espoir féminin aux Magritte du cinéma en 2023,,. Cette même année, elle confirme apparaître dans la saison 13 de Clem.

## Filmographie
Sauf indication contraire ou complémentaire, les informations mentionnées dans cette section proviennent de la base de données IBDb.

### Cinéma

#### Longs métrages
- 2017 : Gaspard va au mariage, d'Antony Cordier : Coline à 13 ans
- 2017 : Barrage, de Laura Schroeder : Agathe
- 2018 : Ma reum, de Frédéric Quiring : Manon
- 2019 : Premier de la classe, de Stéphane Ben Lahcene : Tanja
- 2019 : T'as pécho ?, d'Adeline Picault : Jen
- 2019 : Mon inconnue, d'Hugo Gélin : l'élève intello
- 2021 : Le cœur noir des forêts, de Serge Mirzabekiantz : Camille
- 2025 : Jeunes Mères de Jean-Pierre et Luc Dardenne

#### Courts métrages
- 2008 : In Pulse, d'Olivier Magis : la petite fille blonde
- 2011 : Emmène-moi, d'Erwan Morelle : Elsa
- 2011 : Terre Vague, d'Eve Martin : Tima
- 2011 : About a spoon : une silhouette
- 2012 : Ludo, de Khourban Cassam-Chenaï : Zoé enfant
- 2015 : Drôle d'oiseau, d'Anouk Fortunier :
- 2015 : Jeu d'enfant, de Victorine Michel
- 2015 : Une nuit au soleil, d'Etienne Larragueta
- 2016 : Cryature, de Frédéric Legrand
- 2017 : Imaginal, de Gaspard Granier
- 2017 : Leonidas, de Tarek Jnib
- 2018 : Plein Ouest, d'Alice Douard : Laurenne
- 2018 : The Binoculars, de Rahul Sharma
- 2018 : Entrevue, de Christopher Guyon
- 2020 : Teen Horses, de Valérie Leroy : Tanya
- 2023 : Comme ça, tu sais, de Cédric Guénard et Jean-Philippe Thiriart : Alice
- 2024 : Home Sweet Home,  de Tiffany Deleuze : Joséphine

### Télévision

#### Téléfilms
- 2014 : Ce soir je vais tuer l'assassin de mon fils, de Pierre Aknine : Lucie Tessier
- 2019 : Jamais sans toi, Louna, de Yann Samuell : Alma Weiss

#### Séries télévisées
- 2009 : À tort ou à raison, de Pierre Joassin : Charlotte (2 épisodes)
- 2014 : The White Queen, de James Kent :  Catherine Woodville (2 épisodes)
- 2014 : Léo Matteï, Brigade des mineurs, de Michel Alexandre : Léa Jacmain (1 épisode)
- 2016 : Ennemi public, de Frédéric Castadot : Noémie Vanhassche (4 épisodes)
- 2016 : Commissaire Magellan, de Laurent Mondy : Emilie (1 épisode)
- 2017 : Transferts, de Claude Scasso : Dana Woyzeck (1 épisode)
- 2019 : OVNI(s), de Clémence Dargent : Margaux (1 épisode)
- depuis 2019 : Clem, de Joyce Buñuel : Victoire Brimont (rôle principal, 22 épisodes)
- 2021 : Sam, de Claire Lemaréchal : Jeanne (1 épisode)
- 2022 : Prière d'enquêter, de Laurence Katrian (1 épisode)

## Distinctions

### Nominations
- Magritte 2023 : Magritte du meilleur espoir féminin pour Le Cœur noir des forêts